# Jean Baptiste Kellen

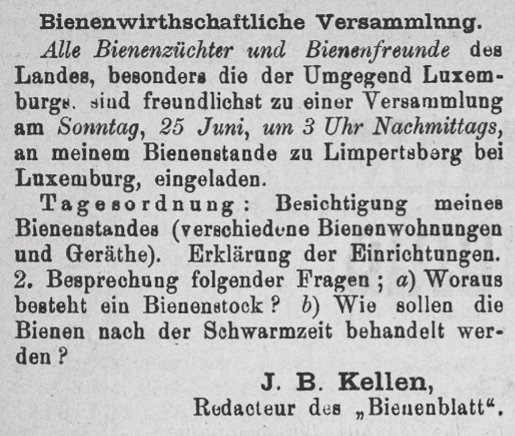
Uitnodiging van J.B. Kellen in de L'Indépendance luxembourgeoise (1882)

Jean Baptiste Kellen (Eppeldorf, 16 september 1839 – Cliffside (New Jersey), april 1929) was een Luxemburgs leraar, telegrafist en bijenhouder. Hij werd De Beiepapp of Vater der luxemburgischen Bienenzucht genoemd en wordt beschouwd als grondlegger van de Luxemburgse bijenteelt.

## Leven en werk
Jean Baptiste Kellen werd geboren in een boerengezin, als een zoon van Jean Kellen en Margretha Lorens. Hij bezocht het Progymnase de Diekirch en het gymnasium in Luxemburg-Stad. Hij behaalde zijn bevoegdheid als leraar in het primair onderwijs en gaf een aantal jaren les in de Ösling. Hij kreeg in 1871 een baan als telegrafist in Luxemburg-Stad. Kellen was geïnteresseerd in de bijenteelt en diende in 1876 bij de Koninklijke-Groothertogelijke landbouwcommissie een plan in over de verbetering daarvan. In hetzelfde jaar deed hij een oproep aan de Luxemburgse imkers en bijenliefhebbers om zich te verenigen. Rond 1880 verhuisde hij met zijn gezin van de hoofdstad naar Limpertsberg, dat toen nog onder Rollingergrund viel. Hij zette bijenkasten in zijn eigen tuin, die hij openstelde voor bezichtingen. In Limpertsberg werd hij kantoorchef bij de rozenkwekerij van de gebroeders Ketten. Hij redigeerde hun tweetalige catalogi en hield onder meer toezicht op het schrijven van adresetiketten voor alle bestellingen. Kellen besteedde al zijn vrije tijd aan de bijenteelt, verzorgde lezingen en introduceerde nieuwe methoden in Luxemburg. In 1882 richtte Kellen het Bienenblatt ('Bijenblad') op, dat hij tot 1885 voor eigen rekening uitbracht. In 1884 richtte hij met Jean Buchhöltz in het kanton Esch de eerste Luxemburgse vereniging van bijenhouders op. In 1886 was Kellen betrokken bij de oprichting van de Landesverein für Bienenzucht. Hij werd de eerste redacteur van de nog bestaande Lëtzebuerger Beien-Zeitung van de vereniging, opvolger van zijn Bienenblatt. In 1906 schreef hij het boekje Das Bienenrecht in Luxemburg.
Kellen was getrouwd met Anna Margaretha Lunebach (ovl. 1901), uit Neuerburg. Uit het huwelijk werden drie dochters en twee zoons geboren, onder wie Marguerithe Kellen (1866-1896), die trouwde met Auguste van Werveke, de schrijver Tony Kellen (1869-1948) en de schilder Paul Kellen (1881-1918).
Jean Baptiste Kellen trok in 1911 naar de Verenigde Staten, waar hij woonde bij zijn dochter Anne Leclercq-Kellen. Hij bleef er voor de Beien-Zeitung schrijven en de bijenteelt promoten. Kellen overleed op 89-jarige leeftijd, in de nacht van 1 op 2 april 1929.